# Nacionalni park Američka Samoa
Nacionalni park Američka Samoa (eng. National Park of American Samoa) jedan je od 58 nacionalnih parkova u Sjedinjenim Američkim Državama.

## Zemljopisni položaj i ostali podaci
Park je smješten na američkom teritoriju na otočju Samoa koje je smješteno na južnom Pacifiku, istočno od Australije. Rasprostire se na tri odvojena otoka: Tutuila, Ofu-Olosega i Ta‘ū, a sastoji se od koraljnih grebena i kišne šume. Omiljeno je mjesto za planinarenje i ronjenje. Površina Nacionalnog parka Američka Samoa izbosi 4.260 ha od čega je 3.230 ha kopno, a 1.030 obuhvaća morske površine i podmorje. Jedini je američki nacionalni park južno od ekvatora.

## Tutuila
Dio Nacionalnog parka Američka Samoa, smješten na otoku Tutuila, nalazi se na sjevernom kraju otoka u blizini grada Pago Pago. Odvojen je 490 m visokom planinom Mount Alava i grebenom Maugaloa Ridge a uključuje Amalau Valley, Craggy Point, Tafeu Cove te otoke Pola i Manofa. Jedini je dio nacionalnog parka koji je dostupan automobilima pa stoga privlači većinu posjetitelja. U parku se nalazi staza do vrha Mount Alave i povijesni položaji topova iz Drugog svjetskog rata smješteni na točkama Breakers. Staza vodi duž grebena kroz gustu šumu sjeverno od padine prema oceanu.

## Otočna skupina Manua

### Ofu i Olosega
Ofu i Olosega otoci nalaze se istočno od otoka Tutuila, a do njih se može doći zrakoplovom iz zračne luke na Tutuili do zračne luke u Asagi na otoku Ofu.

### Ta‘ū
Do otoka Ta‘ū se također može doći zrakoplovom s Tutuile do otočnog gradića Fiti‘uta na istoku otoka. Na zapadnom dijelu otoka postoje još dva mjesta Faleasau i Luma. Od Saue se stazom uz južnu obalu otoka može doći na 910 m visoku planinu Lata.

## Životinjski, biljni svijet i podmorje
Zbog udaljenosti od kopna i izoliranosti otoka Američke Samoe, raznolikost među biljnim ili životinjskim vrstama je vrlo mala, a oko 30% biljaka i jedna vrsta ptica su endemične vrste.

### Životinjski svijet
Jedini autohtoni sisavci su tri vrste šišmiša: Samoanska leteća lisica, otočna leteća lisica i Pacifički šišmiš. Njihova uloga u održavanju eko sistema je velika jer oplođuju drveće i biljke prenošenjem polena i sjemenki. Osim njih u parku obitava i nekoliko vrsta gekona poput Pelagičnog ili Polinezijskog te Pacifička boa, ali i još neke vrste sisavaca i reptila. Najveću prijetnju eko sustavu parka čine nasrtljive biljne i životinjske vrste poput dviljih svinja ili štakora.

### Biljni svijet
Otoci su većinom prekriveni kišnim šumama, uključujući i šumu na otoku Tau te nizinske šume na otoku Tutuila. Većina biljnih vrsta je na otoke dospjela slučajno iz jugoistočne Azije. U nacionalnom parku raste 487 vrsta cvjetnica, a preko 100 vrsta biljaka su endemične vrste.

### Podmorje
Vode oko Američke Samoe su pune raznolikih morskih životinja i organizama uključujući i morske kornjače, grbave kitove, oko 890 vrsta riba ili 200 vrsta koralja. Neke od najvećih živih kolonija koralja na svijetu nalaze se oko otoka Tau.

## Klima
Klima u Nacionalnom parku kao i na otočju je prava suptropska s vječnim ljetom, umjerenim temperaturama i velikom količinom padalina.
| Klimatološki srednjaci za Nacionalni park Američka Samoa   | Klimatološki srednjaci za Nacionalni park Američka Samoa | Klimatološki srednjaci za Nacionalni park Američka Samoa | Klimatološki srednjaci za Nacionalni park Američka Samoa | Klimatološki srednjaci za Nacionalni park Američka Samoa | Klimatološki srednjaci za Nacionalni park Američka Samoa | Klimatološki srednjaci za Nacionalni park Američka Samoa | Klimatološki srednjaci za Nacionalni park Američka Samoa | Klimatološki srednjaci za Nacionalni park Američka Samoa | Klimatološki srednjaci za Nacionalni park Američka Samoa | Klimatološki srednjaci za Nacionalni park Američka Samoa | Klimatološki srednjaci za Nacionalni park Američka Samoa | Klimatološki srednjaci za Nacionalni park Američka Samoa | Klimatološki srednjaci za Nacionalni park Američka Samoa |
| mjesec                                                     | sij                                                      | velj                                                     | ožu                                                      | tra                                                      | svi                                                      | lip                                                      | srp                                                      | kol                                                      | ruj                                                      | lis                                                      | stu                                                      | pro                                                      | godina                                                   |
| ---------------------------------------------------------- | -------------------------------------------------------- | -------------------------------------------------------- | -------------------------------------------------------- | -------------------------------------------------------- | -------------------------------------------------------- | -------------------------------------------------------- | -------------------------------------------------------- | -------------------------------------------------------- | -------------------------------------------------------- | -------------------------------------------------------- | -------------------------------------------------------- | -------------------------------------------------------- | -------------------------------------------------------- |
| srednji maksimum, °C                                       | 30,2                                                     | 30,3                                                     | 30,4                                                     | 30,1                                                     | 29,5                                                     | 29,0                                                     | 28,3                                                     | 28,5                                                     | 29,1                                                     | 29,3                                                     | 29,6                                                     | 30,0                                                     | 29,5                                                     |
| srednja dnevna temperatura, °C                             | 27,1                                                     | 27,2                                                     | 27,3                                                     | 27,1                                                     | 26,7                                                     | 26,5                                                     | 26,0                                                     | 26,0                                                     | 26,4                                                     | 26,6                                                     | 26,8                                                     | 27,0                                                     | 26,7                                                     |
| srednji minimum, °C                                        | 24,1                                                     | 24,1                                                     | 24,2                                                     | 24,0                                                     | 24,0                                                     | 24,0                                                     | 23,6                                                     | 23,5                                                     | 23,7                                                     | 24,0                                                     | 24,0                                                     | 24,1                                                     | 23,9                                                     |
| oborine, mm                                                | 345,5                                                    | 326,0                                                    | 288,4                                                    | 330,3                                                    | 244,6                                                    | 161,4                                                    | 162,9                                                    | 180,4                                                    | 176,4                                                    | 253,8                                                    | 294,7                                                    | 363,5                                                    | 3129,0                                                   |
| Izvor: Worldclimate.com, podaci za razdoblje 1961. – 1990. |                                                          |                                                          |                                                          |                                                          |                                                          |                                                          |                                                          |                                                          |                                                          |                                                          |                                                          |                                                          |                                                          |

## Povijest parka
Nacionalni park Američka Samoa utemeljen je 31. listopada 1988. ali Uprava nacionalnog parka nije mogla doći u posjed zemljišta zbog tradicionalnih zakona među domaćim stanovnicima kojima upravljaju seoska vijeća. Kako zemljište nije moglo biti kupljeno, tako je Uprava 9. rujna 1993. godine uz odobrenje seoskog vijeća zakupila ovo područje na 50 godina. Širenje na dodatnih 30% površine na Olosega i Ofu otocima odobreno je 2002. godine.
Najveću štetu park je pretrpio 29. rujna 2009. godine kada ga je poharao veliki cunami. Pogođen je centar za posjetitelje i njegov glavni ured, a tom prilikom je nestalo sve osoblje centra te je poginulo preko 130 stanovnika otoka.

## Galerija
- Zaljev Amalu na Tutuili
- Otok Ofu
- Ulaz u Nacionalni Park Američka Samoa
- Plaža na otoku Ofu

## Vanjske poveznice
- American Samoa National Park  Arhivirana inačica izvorne stranice od 1. studenoga 2009. (Wayback Machine)
- National Park of American Samoa - gallery

## Ostali projekti
|  | Zajednički poslužitelj ima još gradiva o temi Nacionalni park Američka Samoa |